# Actio confessoria

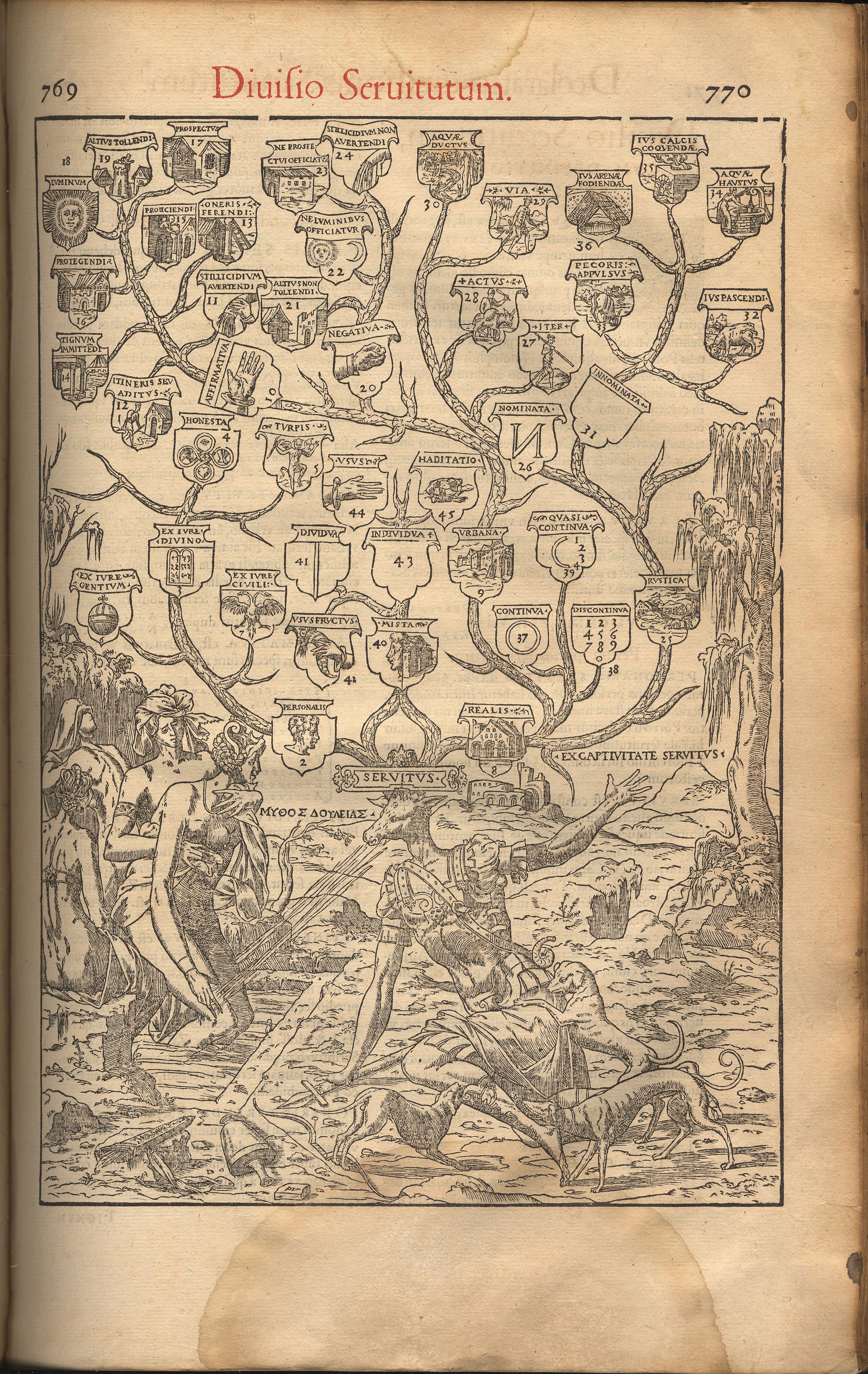
Stammbaum der Dienstbarkeiten des römischen Rechts (aus dem Corpus iuris civilis von 1548–1550), Pierre Eskrich.

Die actio confessoria (auch: vindicatio servitutis) war im antiken römischen Recht eine Schutzklage zur Geltendmachung einer Dienstbarkeit, einer Servitut. Berechtigt daraus war der dinglich Nutzungsberechtigte an einem Grundstück. Insoweit bestand ein Bezug zum sogenannten iura praediorum.
Der Kläger konnte vom Eigentümer, gegebenenfalls auch vom bloßen Besitzer, verlangen, dass er – ohne weitere Zustimmung des Eigentümers – das Grundstück ungestört nutzen darf. Bei Verletzung des Rechts richtete sich die Klage auf Feststellung des behaupteten Rechtsverhältnisses und auf Restitution. Der Prätor konnte den vorläufigen Rechtsschutz in der Weise gewähren, dass er als schnelle administrative Maßnahme ein prohibitorisches Besitzschutzinterdikt aussprach. Wurde andererseits eine bestehende Dienstbarkeit angemaßt, war dem Eigentümer die actio negatoria zur Anspruchsabwehr gegeben.
Im modernen juristischen Sprachgebrauch werden derartige (dinglich wirksame) Nutzungsrechte als Nießbrauch (persönliche Dienstbarkeit) und Grunddienstbarkeit bezeichnet, in der Schweiz und in Österreich auch als Servitut. Typische Grunddienstbarkeiten sind oder waren das Fahr- und Wegerecht, Felddienstbarkeiten (servitutes praediorum rusticorum), Gebäudedienstbarkeiten (servitutes praediorum urbanorum), Wasserdienstbarkeiten zur Versorgung des eigenen Grundstücks (aquae ductus) oder Weiderechte für das Vieh.